# Silanga
Silanga  es un barrio rural   del municipio filipino de primera categoría de Taytay perteneciente a la provincia  de Paragua en Mimaro,  Región IV-B.
En 2007 Silanga contaba con 906 residentes.

## Geografía
El municipio de Taytay se encuentra situado en la isla de Paragua, al norte de la misma.
Su término limita al norte con el municipio de El Nido, barrios de Bebeladán, Bagong-Bayán y Otón, oficialmente Mabini; al  suroeste con el municipio de San Vicente, al sur con el de Roxas; y al sureste con el de Dumaran. En la parte insular se encuentra la bahía de Malampaya y varias isla adyacentes se encuentran tanto en la costa este, mar de Joló como en la  oeste, Mar del Oeste de Filipinas.
Este barrio de Silanga forma parte continental ya que se encuentra en Isla Paragua, concretamente en la costa este, siendo, junto con Sandoval, unos de los barrios más septentrionales de esta parte del municipio.
Linda al norte con la bahía del Catalán, donde desemboca le río Maraway; al sur con la bahía de Mesecoy en la bahía de Taytay; al este con la isla de Maitiaguit, divida entre los barrios de Depla, al norte y Maitiaguit(Meytegued), al sur; y al oeste con los barrios continentales de Sandoval y de Palalang (Busy Bees).

### Demografía
El barrio  de Silanga contaba  en mayo de 2010 con una población de 1.091 habitantes.

## Historia
Taytay formaba parte de la provincia española de  Calamianes, una de las 35 del archipiélago Filipino, en la parte llamada de Visayas. Pertenecía a la audiencia territorial  y Capitanía General de Filipinas, y en lo espiritual a la diócesis de Cebú.